# Magyar Atlétikai Club
Le Magyar Atlétikai Club est un club hongrois de football basé à Budapest, fondé en 1895 et dissous en 1946.

## Palmarès
- Championnat de Hongrie
  - Vice-champion : 1907 et 1909

- Coupe de Hongrie
  - Finaliste : 1911 et 1914

- Challenge Cup
  - Finaliste : 1905